# Raffaele Garrucci
Raffaele Garrucci (Napoli, 22 gennaio 1812 – Roma, 5 maggio 1885) è stato un gesuita, numismatico e archeologo italiano, specializzato in storia dell'arte cristiana.

## Biografia
Apparteneva ad una famiglia benestante, entrò nella Compagnia di Gesù all'età di 15 anni e prese i voti il 19 marzo 1853. 
Si dedicò allo studio dei padri della Chiesa ed alla antichità pagane e cristiane. Lui ed il famoso Giovanni Battista de Rossi divennero i principali discepoli di padre Giuseppe Marchi. Nei suoi molti viaggi attraverso l'Italia, la Francia, la Germania, e la Spagna, raccolse moltissimo materiale per le sue pubblicazioni archeologiche.
Nel 1853 si trasferì a Roma, dove divenne "scrittore" de La Civiltà cattolica, con cui già collaborava.
Nel 1854 scrisse per i Mélanges d'Archéologie di padre Charles Cahier, uno studio sul sincretismo frigio. Subito dopo elaborò le note di Jean L'Heureux sulle Catacombe di Roma (in manoscritto dal lontano 1605); in seguito un saggio sui "Vetri Ornati di Figure in Oro" ritrovati nelle catacombe (1858) ed un altro sulle catacombe ebraiche di Vigna Randanini. Nel 1866 pubblica a Roma uno studio sulle "Monete delle due Rivolte Giudaiche". 
Nel 1872 iniziò la pubblicazione di una storia monumentale sulle prime antichità cristiane, intitolata Storia dell'arte cristiana. 
Era prevista l'inclusione di tutte le opere di scultura, pittura e delle arti minori e dei lavori artigianali, durante i primi otto secoli dell'era cristiana. Di fatto è una storia generale della prima arte cristiana, e contiene cinquecento tavole finemente incise con il testo esplicativo. Cinque dei sei volumi riguardano rispettivamente gli affreschi delle catacombe - e pittura di altra origine - vetri decorati, mosaici, sarcofagi, sculture non sepolcrali. Il primo volume è dedicato alla parte teoretica dell'opera, cioè la storia dell'arte cristiana propriamente detta.
In questa opera Garrucci rielaborò anche materiali già pubblicati in precedenza. Per i materiali ancora inediti usò fotografie o altri tipi di riproduzioni. Le sue incisioni non sono sempre molto accurate ed ovviamente di qualità inferiore a quelle ottenute con i moderni processi di riproduzione. 
Nel 1885 pubblicò a Roma "Le monete dell'Italia antica", lo studio all'epoca più avanzato sulle antiche monete coniate in Italia.
L'elenco delle sue pubblicazioni supera i 118 numeri in Sommervogel, Bibliothèque de la compagnie de Jésus (Brussels 1902), III.

## Opere principali
- Storia dell'arte cristiana nei primi otto secoli della chiesa in 6 voll. Prato 1872-81
- Dissertazioni archeologiche di vario argomento in 2 voll. Roma 1864-65
- Le monete dell'Italia antica, Raccolta generale. Roma, 1885 (ristampa ISBN 9788827101100)